# Ernst Wigforss
Ernst Johannes Wigforss (24 de enero de 1881–2 de enero de 1977) fue un político sueco y lingüista (dialectólogo), conocido por ser un miembro prominente del Partido Socialdemócrata Sueco y Ministro sueco de Finanzas. Wigforss fue uno de los principales teóricos en el desarrollo del movimiento socialdemócrata sueco de revisión de marxismo, que pasó de ser una organización revolucionaria a reformista. Estaba inspirado y era ideológicamente cercano a las ideas de la Sociedad Fabiana y del socialismo corporativo, y de personas como R. H. Tawney, L, Leonard Trelawny Hobhouse y John A. Hobson Contribuyó con sus primeros escritos a la democracia industrial y a la autogestión de los trabajadores.

## Primeros años y educación
Nacido en Halmstad en Halland en el suroeste de Suecia, Wigforss estudió en Universidad de Lund desde 1899, y publicó escritos sobre asuntos políticos de este periodo. Completó su doctorado en 1913 con una disertación sobre el dialecto del sur de Halland, convirtiéndose en catedrático en lenguas escandinavas en el universidad el mismo año. Enseñó en el gymnasium en Lund (Lunds högre allmänna läroverk) 1911-1914 y como conferenciante de alemán y sueco en el gymnasium latino de Gotemburgo desde 1914.

## Carrera política
En 1919 Wigforss fue elegido como representante de los socialdemócratas en la Primera Cámara del Parlamento sueco, representando a Goteburgo, y fue un miembro de varios comités. Se le nombró miembro del tercer gabinete de Hjalmar Branting en 1924, y después de la dimisión de Branting en enero de 1925, participó en el gabinete de Rickard Sandler. Fue ministro temporal de Finanzas el 24 de enero de 1925, cuando Fredrik Thorsson cayó enfermo, y le sucedió el 8 de mayo del mismo año, tras su muerte. El gabinete de Sandler dimitió el 7 de junio de 1926.
Fue otra vez Ministro de Finanza en los gabinetes de Per Albin Hansson y Tage Erlander de 1932 a 1949.
Wigforss se convirtió en el principal adversario político de Gunnar Myrdal respecto a la crisis de moneda de 1947. Los historiadores suecos tienden para interpretar esta crisis como un fracaso político, de Myrdal, mientras el historiador Orjan Appelqvist argumenta que fueron Wigforss y Axel Gjöres los principales responsables de este fiasco político.
Algunos apuntan que las políticas económicas de Wingforss tenían influencias de John Maynard Keynes, pero Wingforss pudo haber anticipado a Keynes, porque propuso una política económica anticíclica antes de ser Ministro de Finanza en 1932. Pero es quizás más preciso señalar que sus influencias económicas principales provinieron de Knut Wicksell. Inspiró a economistas más jóvenes como Gunnar Myrdal y la escuela de Estocolmo, que trabajaban al mismo tiempo en la misma dirección que Keynes. John Kenneth Galbraith escribe que  "sería más justo decir 'La revolución económica sueca' que la 'revolución keynesiana' en economía, ya que Wigforss fue el primero en transformar la forma de pensar y de practicar la economía".
En su panfleto Har vi råd att arbeta? (¿Podemos permitirnos trabajar?), que se considera que dio la victoria a los socialdemócratas en 1932, se burlaba de la teoría liberal que los recortes de presupuesto son el remedio apropiado para los problemas económicos. A pesar de considerársele el creador de la economía sueca de altos impuestos, controversias con el ministro para Asuntos Sociales Gustav Möller (que prefería impuestos aún más altos) impidió a ambos ser presidentes del partido y primer ministro tras la muerte de Hansson.

## Vida tardía
Después de su dimisión, Wigforss continuó hasta su muerte escribiendo y comentando en asuntos políticos y se le consideró el más innovador y osado político socialdemócrata. Apoyó el movimiento antinuclear del los años y contribuyó al desmantelamineto del programa de armas nuclear sueco en 1962.

## En la cultura popular
En la película televisiva sueca, Cuatro Días que sacudieron Suecia - La crisis de verano de 1941, de 1988, lo interpreta el actor sueco Helge Skoog.